# Марія Антонія Кохарі
Марія Антонія Габріела Кохарі (угор. Koháry Mária Antónia Gabriella; (нар. 2 липня 1797 — пом. 25 вересня 1862) — угорська шляхтянка XVIII—XIX століть, донька князя Ференца Йозефа Кохарі де Чабраг та графині Марії Антонії Вальдштайн-Вартенберзької, дружина принца Саксен-Кобурґ-Заальфельдського Фердинанда, матір короля-консорта Португалії Фердинанда II.

## Біографія
Марія Антонія народилась 2 липня 1797 року у Буді. Вона була другою дитиною і єдиною донькою в родині графа Ференца Йозефа Кохари та його дружини Марії Антонії Вальдштайн-Вартенберзької. Старший брат Марії Антонії помер в дитячому віці. Дівчинка залишилась єдиною спадкоємицею величезних статків родини Кохарі.
Після її заручин із принцом Фердинандом Саксен-Кобурґ-Заальфельдським, її батько, за проханням брата нареченого, отримав від імператора Франца I титул князя, аби компенсувати різницю аристократичних рангів.
У віці 18 років Марія Антонія взяла шлюб із 30-річним принцом Фердинандом. Весілля пройшло 30 листопада 1815 року у Відні. У подружжя народилося четверо дітей. Після весілля пара оселилася у палаці Кобургів у Відні, де Марія Антонія провела решту життя.
Влітку 1826 року помер її батько, і чоловік додав до свого титулу приставку Кохарі. Сама Марія Антонія успадкувала 150000 гектарів землі на території Нижньої Австрії, Угорщини та Словаччини. Нерухомість включала у себе величезний палац Кохарі у центрі Відня, кілька віденських садиб, літній будинок в Ебенталі, маєтки у Велмі, Дюрнкруті, Вальтерскірхені та інших австрійських містечках, десяток садиб в Угорщині, маєток Кираліція, особняк у Пешті, шахти та заводи. До Першої світової війни її нащадки залишались в числі трьох найбільших землеволодіючих родин в Угорщині.
Молодший брат Фердинанда, Леопольд жив при англійському дворі та був опікуном малолітньої принцеси Вікторії. Після бельгійської революції 1831 року його було обрано королем відокремившихся територій.
Її чоловік пішов з життя наприкінці літа 1851 року. Марія Антонія пережила його більш ніж на десятиріччя. Її не стало 25 вересня 1862 року. Поховали принцесу у герцогському мавзолеї на Глокенберзькому цвинтарі.

## Родина

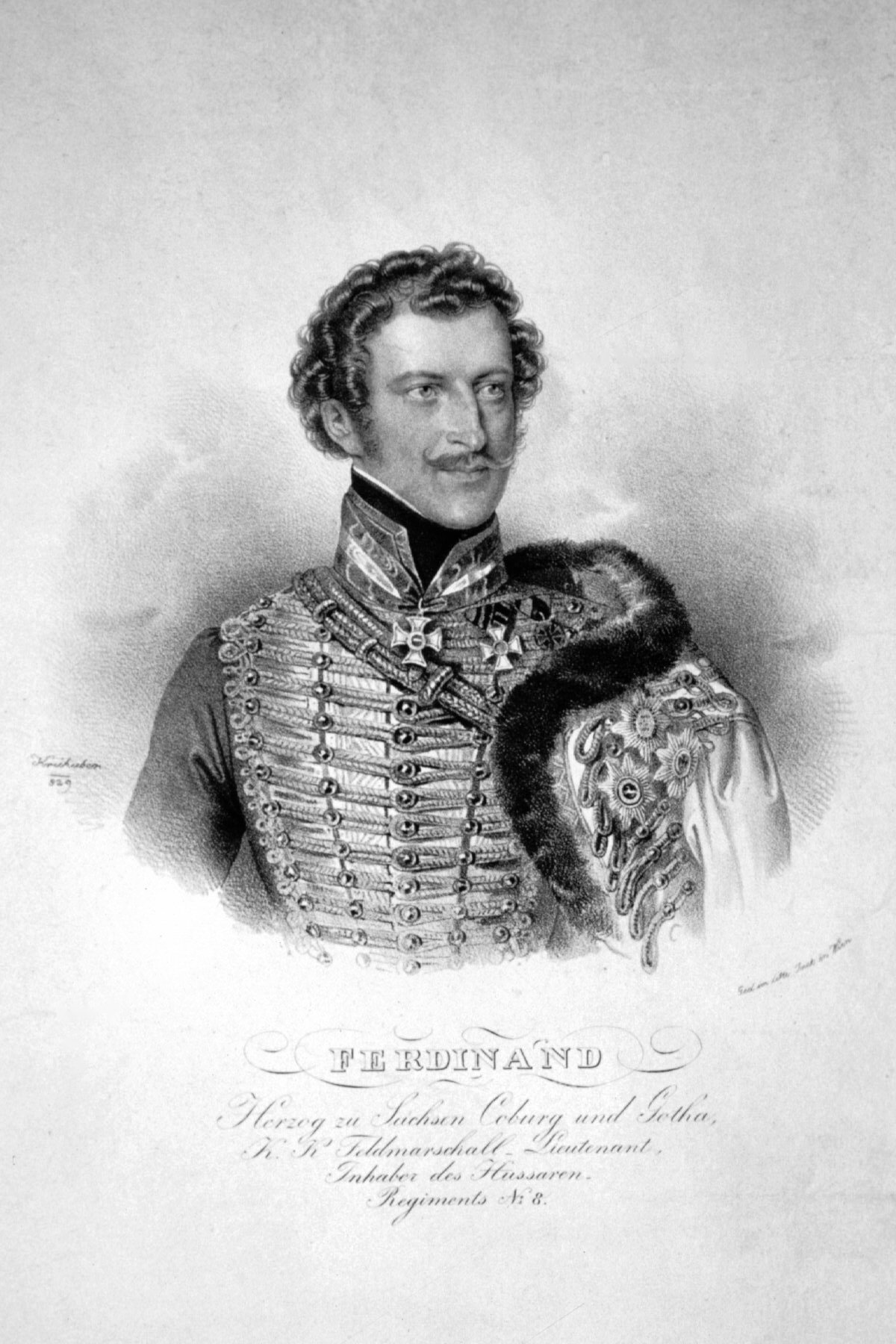
Фердинанд Саксен-Кобурґ-Заальфельдський

Чоловік — Фердинанд Саксен-Кобурґ-Заальфельдський
Діти:
- Фердинанд (1816—1885) — король-консорт Португалії у 1837–1853 роках, був одруженим із королевою Португалії Марією II, мав численних нащадків;
- Август (1818—1881) — був одруженим із французькою принцесою Клементиною Орлеанською, мав п'ятеро дітей;
- Вікторія (1822—1857) — дружина герцога Немурського Луї Шарля, мала четверо дітей;
- Леопольд (1824—1884) — узяв морганатичний шлюб із Констанцією Гейгер, мав сина.